# Dayton, Ohio
Dayton (/ˈdeɪtən/, phát âm như "đây-tân") là thành phố lớn thứ 6 của tiểu bang Ohio (Hoa Kỳ) và là quận lỵ Quận Montgomery. Một phần nhỏ của thành phố kéo dài qua quận Greene. Ước tính điều tra dân số 2017 đưa dân số thành phố ở mức 140.371 người, trong khi vùng đô thị Đại Dayton được ước tính là 803.416 cư dân. Điều này làm cho Dayton trở thành vùng đô thị lớn thứ tư ở Ohio và lớn thứ 63 tại Hoa Kỳ. Dayton nằm trong vùng Thung lũng Miami của Ohio, ngay phía bắc của vùng Đại Cincinnati–Bắc Kentucky.
Khu vực Dayton là trung tâm hậu cần cho ngành chế tạo, cung cấp và vận chuyển hàng. Dayton cũng tổ chức nghiên cứu và phát triển quan trọng trong các lĩnh vực như công nghiệp, hàng không và du hành vũ trụ đã dẫn đến nhiều phát minh công nghệ. Phần lớn sự đổi mới này là do một phần Căn cứ không quân Wright-Patterson và vị trí của nó trong cộng đồng. Với sự suy giảm của ngành sản xuất nặng, các doanh nghiệp của Dayton đã đa dạng hóa thành nền kinh tế dịch vụ bao gồm các lĩnh vực bảo hiểm và pháp lý cũng như các lĩnh vực chăm sóc sức khỏe và chính phủ.
Cùng với quốc phòng và hàng không vũ trụ, chăm sóc sức khỏe chiếm phần lớn nền kinh tế của khu vực Dayton. Các bệnh viện trong khu vực Greater Dayton có việc làm kết hợp ước tính gần 32.000 và tác động kinh tế hàng năm là 6,8 tỷ USD. Người ta ước tính rằng Premier Health Partners, một mạng lưới bệnh viện, đóng góp hơn 2 tỷ USD mỗi năm cho khu vực thông qua hoạt động, việc làm và chi tiêu vốn. Năm 2011, Dayton được HealthGrades đánh giá là thành phố số 3 trong cả nước.
Dayton cũng được ghi nhận cho sự liên kết của nó với hàng không; thành phố này là nhà của Bảo tàng quốc gia của Không quân Hoa Kỳ và là nơi sinh của Orville Wright. Những cá nhân nổi tiếng khác sinh ra trong thành phố bao gồm nhà thơ Paul Laurence Dunbar và doanh nhân John H. Patterson. Dayton cũng được biết đến với nhiều bằng sáng chế, phát minh và nhà phát minh, đáng chú ý nhất là phát minh anh em nhà Wright chuyến bay được hỗ trợ. Năm 2008, 2009, and 2010, Site Selection magazine xếp hạng Dayton vùng đô thị cỡ vừa số 1 ở Hoa Kỳ về phát triển kinh tế. Cũng trong năm 2010, Dayton được mệnh danh là một trong những nơi tốt nhất ở Hoa Kỳ để sinh viên tốt nghiệp đại học tìm việc làm.

## Lịch sử
Thành phố này được đặt tên theo Jonathan Dayton.

## Địa lý
Dayton nằm tại tọa độ 39°45′32″B 84°11′30″T / 39,75889°B 84,19167°T (39,758889, −84,191667).
Theo Cục Thống kê Dân số Hoa Kỳ, thành phố này có tổng diện tích là 146,6 km² (56,6 sq mi). Trong đó, 144,3 km² (55,7 sq mi) là đất và 2,3 km² (0,9 sq mi) là nước. Diện tích mặt nước chiếm 1,59% tổng diện tích. Thành phố này nằm 225 m (738 ft) trên mực nước biển.

## Nhân khẩu
Theo Thống kê Dân số Hoa Kỳ năm 2000, thành phố có dân số 166.179 người, 67.409 gia hộ, và 37.614 gia đình sống trong thành phố. Mật độ dân số là 1.150,3 người/km² (2.979,3 người/sq mi). Có 77.321 đơn vị nhà ở với mật độ trung bình 535,2 người/km² (1.386,3 người/sq mi). Trong dân số thành phố này, 53,40% là người da trắng, 43,10% là người da đen hay Mỹ gốc Phi, 0,30% là người Mỹ bản thổ, 0,65% là người gốc Á, 0,04% là người gốc Thái Bình Dương, 0,70% từ các chủng tộc khác, và 1,83% từ hơn một chủng tộc. 1,58% dân số là người Hispanic hay Latinh thuộc một chủng tộc nào đó. (Xem Chủng tộc và dân tộc trong Thống kê Dân số Hoa Kỳ.)
Trong số 67.409 gia hộ ở trong thành phố có 27,3% hộ có trẻ em dưới 18 tuổi sống chung với họ, 30,2% là đôi vợ chồng sống với nhau, 20,6% có một chủ hộ nữ không có mặt chồng, và 44,2% không phải gia đình. 36,8% gia hộ có cá nhân sống riêng và 11,3% có người sống một mình 65 tuổi trở lên. Cỡ hộ trung bình là 2,30 người và cỡ gia đình trung bình là 3,04 người.
Trong thành phố, 25,1% dân số chưa 18 tuổi, 14,2% từ 18–24 tuổi, 29,0% từ 25–44 tuổi, 19,6% từ 45–64 tuổi, và 12,0% từ 65 tuổi trở lên.
Thu nhập trung bình của một gia hộ trong thành phố là 27.523 đô la mỗi năm và thu nhập trung bình của một gia đình là 34.978 đô la. Phái nam có thu nhập trung bình 30.816 đô la so với 24.937 đô la của phái nữ. Thu nhập bình quân đầu người là 34.724 đô la. Có 18,2% của các gia đình và 23,0% dân số sống dưới mức nghèo khổ, trong đó có 32,0% những người chưa 18 tuổi và 15,3% của những người 65 tuổi trở lên.

### Lịch sử dân số
Dân số của thành phố này là 2.950 năm 1830, 6.067 năm 1840, 10.977 năm 1850, 20.081 năm 1860, 30.473 năm 1870, 38.678 năm 1880, 61.220 năm 1890, 85.333 năm 1900, 116.577 năm 1910, 152.559 năm 1920, 200.982 năm 1930, 210.718 năm 1940, 243.872 năm 1950, 262.332 năm 1960, 243.601 năm 1970, 193.536 năm 1980, 182.044 năm 1990, và 166.179 năm 2000.